# 第百十九国立銀行
第百十九国立銀行（だいひゃくじゅうくこくりつぎんこう）は、明治期の銀行で、三菱銀行（現三菱UFJ銀行）の前身行である。臼杵藩の出資により1879年（明治12年）に東京にて開業。

## 概要

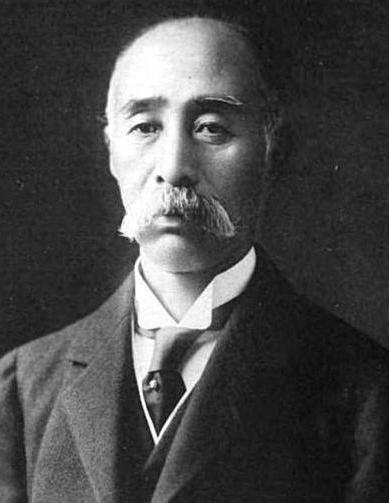
初代支配人・三村君平

1879年（明治12年）1月、臼杵藩藩主であった稲葉久通の資金を中心とした臼杵藩士族の金禄公債証書を元に、東京で開業。資本金は30万円。当初、大分県臼杵においての開業を企図したが、大分県においては既に、第二十三国立銀行（現大分市-大分銀行の前身）、第七十八国立銀行（現中津市）、第百九国立銀行（現佐伯市）の三行が設立されていたことから、東京で開業し、臼杵に支店を設置することとした。初代頭取には臼杵藩家老職の家柄である村瀬十駕が就任。初代の支配人は後に三菱の金庫番と呼ばれることになる三村君平であった。

## 破綻
島原藩主松平家と親密な関係であった臼杵藩主稲葉久通は、島原藩主松平家が中心となって函館に設立した第百四十九国立銀行にも出資。また両家で北海道の物産を扱う楽産商会を設立。この楽産商会は一時は隆盛を誇ったが、1884年（明治17年）頃には米相場での失敗などで経営が傾いた。楽産商会は、郵船汽船三菱会社から増資資金を借り入れていたが、この借り入れには第百四十九国立銀行と並んで当行も保証人となっていたことから、両行は経営危機に陥った。三村君平は、金融部門を所有していない三菱の大番頭で臼杵藩士族であった荘田平五郎に、両行を破綻させた場合、出資している臼杵藩士族が困窮する旨訴え救済を依頼。第百四十九国立銀行と合併し、その後三菱に順次営業譲渡され、三菱合資会社銀行部を経て、三菱財閥の中核金融会社である三菱銀行の前身となった。

## 沿革
- 1879年（明治12年）1月11日：東京京橋区で開業
- 1879年（明治12年）1月18日：臼杵に支店開設
- 1885年（明治18年）5月7日：第百四十九国立銀行を合併
- 1885年（明治18年）5月28日：郵船汽船三菱会社が経営継承
- 1895年（明治28年）7月20日：三菱合資会社銀行部が設立され順次営業譲渡
- 1898年（明治31年）12月3日：営業満期で当行解散